# Багряні ріки 2. Ангели апокаліпсису
«Багряні ріки 2. Ангели апокаліпсису» — французький містичний трилер 2004 року, знятий режисером Олів'є Дааном.

## Сюжет
Мешканці стародавнього монастиря звертаються в поліцію з шокуючою заявою — у нещодавно відремонтованій стіні виявлено живцем замуровану людину. Комісар Ньєман і його учень Реда починають слідство і незабаром з'ясовують, що перед ними перше, але далеко не останнє жорстоке вбивство членів невеликої християнської секти. Здійснюють же ці злочини загадкові люди в чернечих шатах, що володіють воістину надприродними здібностями.

## У ролях
- Жан Рено: комісар П'єр Ньєман
- Бенуа Мажимель: капітан Реда
- Крістофер Лі: Генріх фон Гартен
- Каміль Натта: Марі
- Джонні Голлідей: одноокий відлюдник
- Габріель Лазур: дружина Філіпа
- Огюстен Легран: Ісус
- Серж Рябукін: отець Вікентій
- Андре Пенверн: отець Домінік
- Сіріл Раффаеллі: таємничий чоловік
- Франсіс Рено: заступник капітана Реда
- Давид Сарасіно: заступник капітана Реда
- Мішель Абітебуль: поліцейський
- Ерік Ебуані: поліцейський
- Жо Престіа: Еміліо
- Мілен Жампануа: Пенелопа
- Ерік Шевальє: Матьє
- Нікіта Самаха: Матильда, медсестра
- Віктор Гаррів'є: старий охоронець
- Олів'є Брокеріу: Бартелемі
- Вільфред Бенайш: священик-апостол
- Людовік Шендерфер: асистент на місці злочину
- Ідіт Себула: мати Кевіна
- Марк Анрі: новий монах
- Тьєррі Ляґре: бос у кафе
- Жиль Третон: черговий поліцейський
- Фредерік Маранбер: менеджер сайту
- Ніколя Сімон: поліцейський
- Фоско Перінті: чоловік у костюмі
- Фредерік Мерло: лікар
- Тьєррі Дервен: командир
- Крістоф Лавалль: працівник лінії Maginot
- Енріко Ді Джованні: італієць
- Жан-Франсуа Галлотт: менеджер супермаркету
- Айтл Єнсен: священик-вбивця 2
- Кароль Фремері: поліцейський

## Знімальна група
- Режисер: Олів'є Даан
- Сценарист: Люк Бессон
- Оператор: Алекс Ламарк
- Композитор: Колін Таунс
- Продюсери: Люк Бессон, Ален Голдман, Катрін Моріссе